# La vida de Budori Gusko (película de 2012)
La vida de Budori Gusko (Japonés: グスコーブドリの伝記;  Hepburn: Guskō Budori no Denki?), es una película animada japonesa de 2012 dirigida por Gisaburō Sugii. La película conocida internacionalmente como The Life of Guskou Budori está basada en el relato La vida de Budori Gusko de Kenji Miyazawa. Al igual que en la cinta Noche en el Ferrocarril Galáctico, los personajes se representan como gatos antropomórficos. Esta es la segunda adaptación de la historia en una película animada; ya que la adaptación anterior fue lanzada en 1994 por Bandai Visual. El distribuidor de anime Sentai Filmworks ha licenciado la película para su lanzamiento en formato digital y de vídeo casero en el mercado estadounidense.

## Argumento
Budori Gusko  vive feliz con su hermana pequeña, padre y madre. Cuando el frío golpea el bosque de Ihatobu y esto provoca que sus padres mueran de hambre, mientras que su hermana es raptada por extraño ser, Budori intentará avanzar en la vida, sin embargo el frío siempre lo sigue a todos lados, en su viaje te llevará por paisajes hermosos y mensajes únicos

## Personajes
- Budori Gusko
- Neri
- Madre
- Padre
- Dr. Kubo
- Barba roja
- Secuestrador

| Rol                  | Japonés           | Español               |
| -------------------- | ----------------- | --------------------- |
| Narrador             | Akira Emoto       | Pedro D'Aguillón Jr.  |
| Budori Gusukoo       | Shun Oguri        | Gabriel Gama          |
| Neri Gusukoo         | Shioli Kutsuna    | Ahidee Romero         |
| Dr. Kubo             | Akira Emoto       | Moisés Palacios       |
| Barba roja           | Kobuhei Hayashiya | José Arenas           |
| Kotori               | Kuranosuke Sasaki | Andrés Gutiérrez Coto |
| Nadori Gusukoo       | Ryuuko Hayashi    | Pedro D'Aguillón Jr.  |
| Madre                | Tamiyo Kusakari   | Claudia Motta         |
| Profesora            | Houko Kuwashima   | Ivett Toriz           |
| Esposa de Barba roja | Kazue Komiya      | Jennifer Medel        |
| Dueño de la fábrica  | Kenji Utsumi      | Octavio Rojas         |
| Padre de Barba roja  | Sukekiyo Kameyama | Jaime Collepardo      |
| Director Pennen      | Keaton Yamada     | Gerardo Reyero        |

## Recepción
Olivier Bachelard del portal Abus de ciné reseña: «Una hermosa oda al genio "humano" y su lucha contra una naturaleza cruel, junto con un inteligente cuestionamiento sobre el hombre que todos quieren ser».